# Amar Bose
Pour les articles homonymes, voir Bose.
Amar Gopal Bose, né le 2 novembre 1929 à Philadelphie et mort à Wayland dans le comté de Middlesex le 12 juillet 2013, est un homme d'affaires et un universitaire américain.
Il fonde l'entreprise d'électronique Bose Corporation en 1964 et enseigne au MIT durant 45 ans. Il est introduit au National Inventors Hall of Fame en 2008.

## Biographie

### Formation
Amar Bose grandit à Philadelphie. Son père est bengali et sa mère américaine. Durant son enfance, il répare des trains miniatures, puis des postes de radio, afin de gagner de l'argent de poche. Il aide à soutenir sa famille pendant la Seconde Guerre mondiale, lorsque l'activité professionnelle de son père, qui importe des paillassons en fibre de coco, périclite. En 1947, Bose est admis au Massachusetts Institute of Technology (MIT). Il obtient un bachelor's degree, un master's, puis un doctorat d'ingénierie électrique en 1956,.

### Bose Corporation
Amar Bose s'intéresse à la psychoacoustique. Au début des années 1960, il conçoit des enceintes stéréo basées sur ses recherches. Elles intègrent plusieurs haut-parleurs permettant de faire rebondir le son sur les parois alentour avant qu'il atteigne l'auditeur. Il fonde l'entreprise Bose Corporation en 1964 avec l'aide d'un collègue du MIT, Y. W. Lee, qui investit 10 000 $ dans la société, implantée à Framingham,. En 1968, Bose lance l'enceinte 901 « Direct/Reflecting », qui fait le succès de l'entreprise et reste au catalogue durant 25 ans,. Par la suite, il développe notamment un casque antibruit.
Amar Bose est président et directeur technique de la société, qui n'a jamais été introduite en Bourse,. Il est également l'actionnaire majoritaire. En 2011, sa fortune est estimée par le magazine Forbes à un milliard de dollars. La même année, il cède la majorité de ses parts au MIT, à la condition que l'institut ne les revende pas, et ne s'implique pas dans la gestion de l'entreprise.
En 1987, Bose est nommé inventeur de l'année (Inventor of the Year) par l'Intellectual Property Owners Association (en). Il détient des brevets dans le domaine de l'acoustique, ou encore des suspensions de véhicules. En 2008, Amar Bose est introduit au National Inventors Hall of Fame,.

### Enseignement
Durant 45 ans, Amar Bose enseigne l'électrotechnique au Massachusetts Institute of Technology,.
Il meurt le 12 juillet 2013 à l'âge de 83 ans

## Famille et vie privée
Le père d'Amar Bose, Noni Gopal Bose, étudie la physique à l'université de Calcutta. Il est arrêté en raison de son opposition au pouvoir colonial britannique. Il s'échappe et quitte le pays en 1920. Noni Gopal Bose rejoint les États-Unis, où il fonde une famille après avoir épousé une institutrice.
Amar Bose a été marié à deux reprises. Son fils Vanu dirige la société Vanu Inc.